# Cymbirhynchus macrorhynchos
Il beccolargo rossonero (Cymbirhynchus macrorhynchos (Gmelin, 1788)) è un uccello passeriforme della famiglia degli Eurilaimidi. Si tratta dell'unica specie ascritta al genere Cymbirhynchus Vigors, 1830.

## Etimologia
Il nome scientifico del genere, Cymbirhynchus, deriva dall'unione delle parole greche κύμβος (kumbos/kymbos), "coppa", e ρύγχος (rygcos/rynchos), "becco": il nome scientifico della specie, invece, deriva anch'esso dall'unione delle parole greche μακρόν (makron), "grande", e della sopracitata ρύγχος. Il nome scientifico del beccolargo rossonero, quindi, significa "becco a coppa dal becco grande", parzialmente riflesso nel nome comune di questo uccello, che si riferisce anche alla sua livrea.

## Descrizione

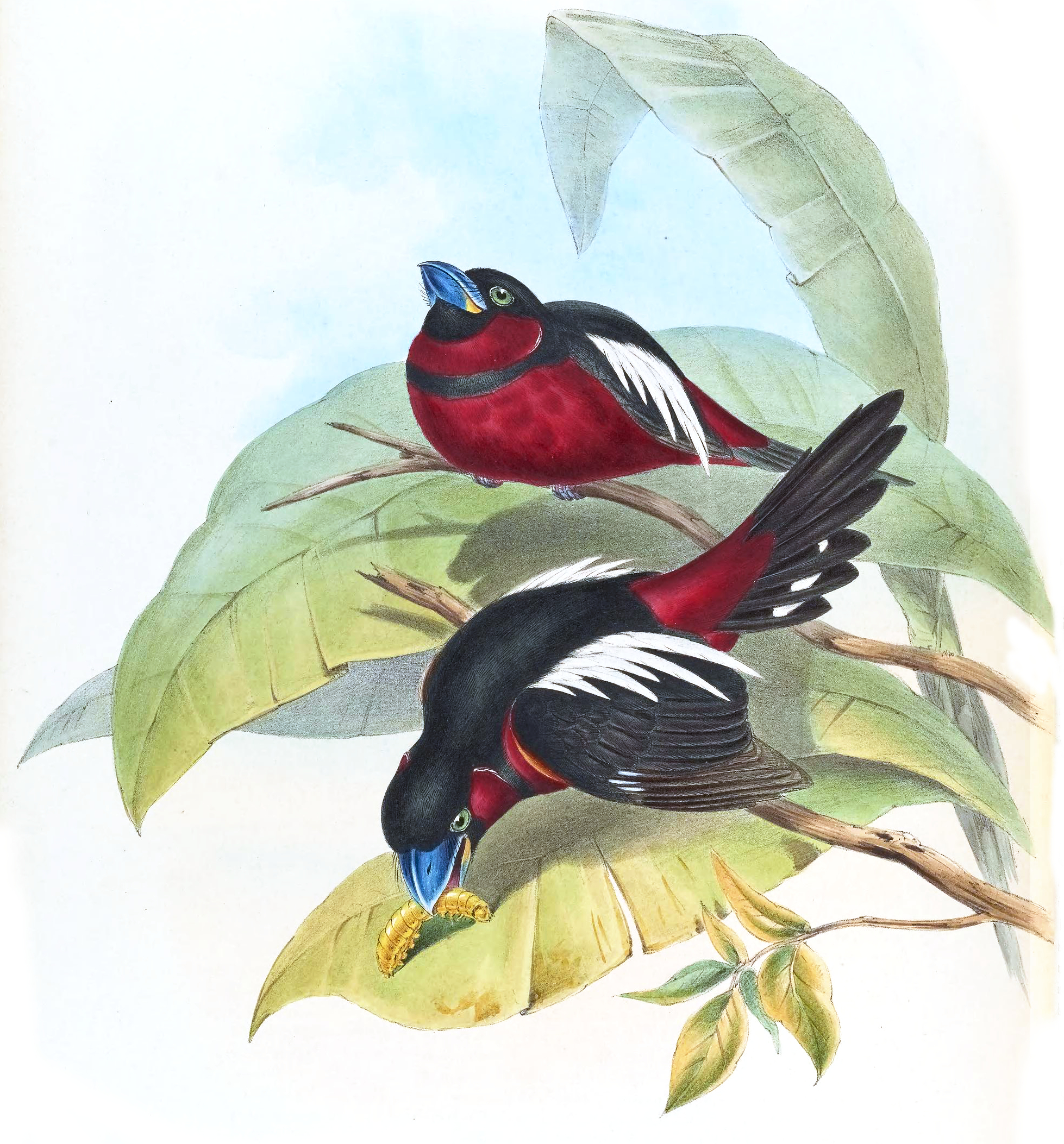
Illustrazione di due esemplari.

### Dimensioni
Misura in genere fra i 20 e i 25 centimetri di lunghezza, compresa la coda, per un peso compreso fra i 50 e i 75 grammi.

### Aspetto
Si tratta di uccelli vagamente simili a tucanetti, dall'aspetto robusto, con una coda piuttosto lunga ed un forte becco leggermente ricurvo all'ingiù.

La livrea è nera con riflessi metallici violacei su tutto il corpo, mentre la parte inferiore del petto, il ventre, i fianchi, il codione, la gola e la zona periauricolare sono di color rosso vinaccia: le copritrici secondarie delle ali e le penne inferiori della coda sono bianche e di forma lanceolata. Il becco è giallo con sfumature azzurre più evidenti nella parte superiore e prossimale, gli occhi sono verde-azzurri, le zampe sono grigio-nerastre.

## Biologia
Questi animali tendono a vivere in coppie o in piccoli gruppi, muovendosi fra la folta vegetazione arborea alla ricerca di cibo e tenendosi in contatto mediante richiami vocali.

### Alimentazione
La dieta del beccolargo rossonero è costituita in massima parte d'insetti e altri piccoli invertebrati: essa può essere inoltre integrata da questi uccelli con frutta e bacche, mentre è raro che essi mangino semi o granaglie.

### Riproduzione
La stagione riproduttiva coincide con l'inizio della stagione secca. Il nido è piriforme e pendente e viene costruito su rami di alberi nei pressi di corsi d'acqua: al suo interno la femmina depone 2-3 uova, che provvede a covare da sola o a volte con la collaborazione del maschio. Mancano però dati sulla durata della cova e delle cure parentali.

## Distribuzione e habitat
Questi uccelli sono diffusi nel Sud-est asiatico, dalla Birmania centrale all'Indocina e a sud fino alla penisola malese, con una popolazione distribuita anche in Borneo nord-occidentale. Il loro habitat è rappresentato dalla foresta pluviale di pianura e dai mangrovieti.

## Tassonomia
Se ne riconoscono tre sottospecie:

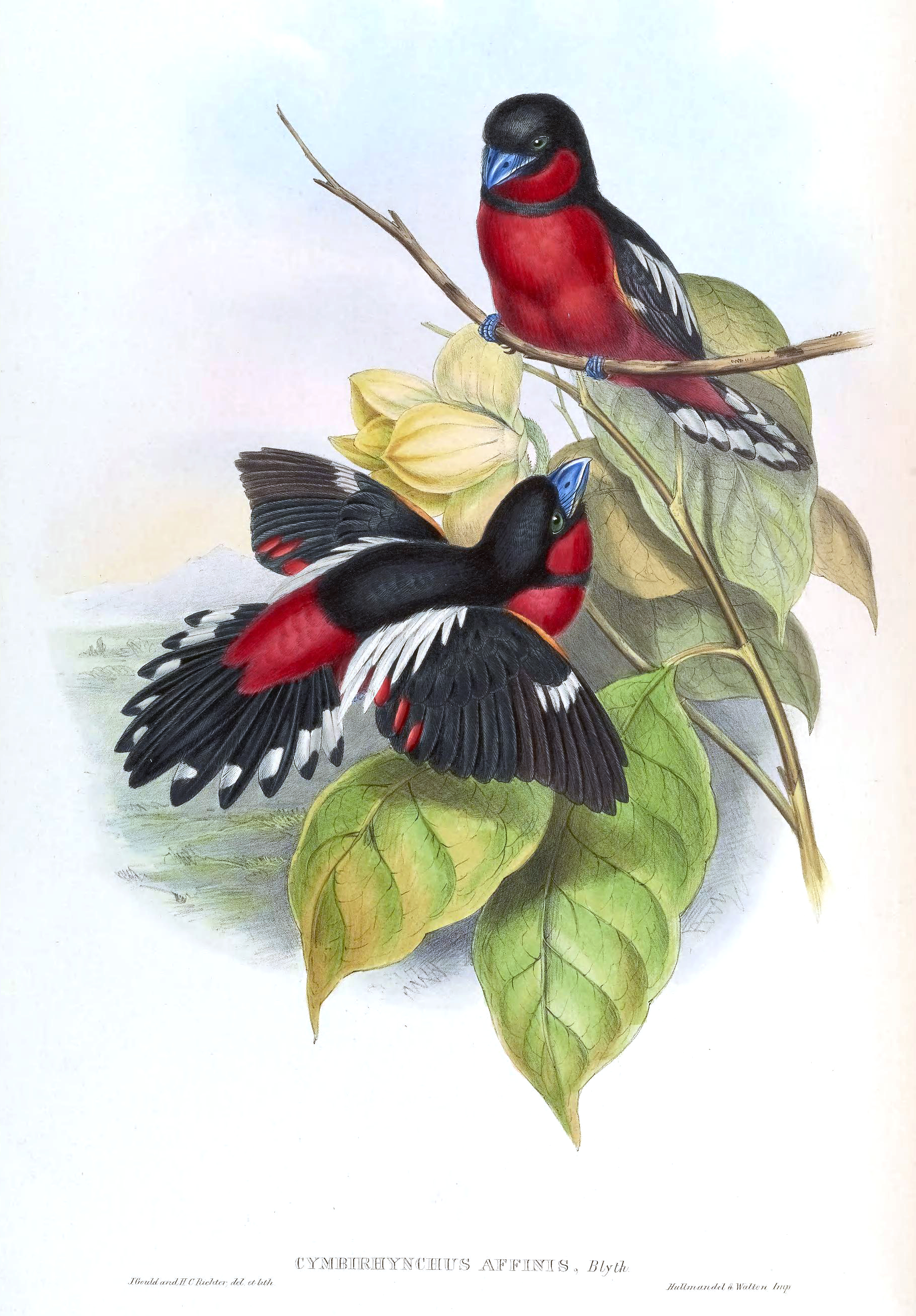
Illustrazione di esemplari della sottospecie C. m. affinis.

- Cymbirhynchus macrorhynchos macrorhynchos, la sottospecie nominale, diffusa a Sumatra, in Borneo e in alcune isole minori vicine;
- Cymbirhynchus macrorhynchos affinis Blyth, 1846, diffusa in Birmania;
- Cymbirhynchus macrorhynchos malaccensis Salvadori, 1874, diffusa in Tenasserim, penisola malese e Indocina;

Le sottospecie differiscono fra loro principalmente in base a fattori morfologici, come la taglia, l'estensione e l'intensità della colorazione del piumaggio e del becco.